# Domäne (Biologie)
Rangstufen innerhalb des Systems der Lebewesen (ohne Zwischenstufen)

Phylogenetischer Baum mit den drei Domänen (nach Carl Woese u. a., basierend auf den Sequenzen der rRNA)

Die Domäne (englisch domain) ist in der jetzt allgemein akzeptierten systematischen Einteilung der Lebewesen nach Carl R. Woese (University of Illinois), Otto Kandler und Mark L. Wheelis die höchste Klassifizierungskategorie. Im Allgemeinen ist die unter der Domäne liegende Rangstufe das Reich (lateinisch regnum, englisch kingdom), diese kann aber auch ausgelassen sein (s. u.).
Man kann die Lebewesen auch danach unterscheiden, ob in den Zellen ein Zellkern vorhanden ist oder nicht. Diese Einteilung in nur zwei Gruppen war früher üblich. Sie beruht jedoch nicht auf den Verwandtschaftsverhältnissen und ist deshalb keine systematische Einteilung.
Viren, Viriforme, Viroide, Satelliten und Prionen als nicht-zelluläre Gebilde werden nicht generell unter den Lebewesen eingeordnet und unterliegen (mit Stand Juli 2022 bis auf die Prionen) einer eigenen Taxonomie.
Da bei diesen Organismen nicht von einer gemeinsamen Abstammung ausgegangen wird, existieren eine Reihe maximal großer Verwandtschaftsbereiche, „Realms“ (engl. realms) genannt. Da die Rangstufe „Domäne“ hier nicht definiert ist, tritt der Rang „Realm“ hier als oberster Rang an die Stelle von „Domäne“ – oberhalb von Reich (englisch kingdom). Nach der Evolutionstheorie wird davon ausgegangen, dass alle zellulären Organismen einen gemeinsamen Ursprung haben, Sie bilden daher einen Verwandtschaftsbereich „Biota“, dem alle drei Domänen angehören und der den Viren-Realms entspricht.

## Systematische Einteilung der Lebewesen

### Heutige Einteilung in Domänen
Die systematische Einteilung der Lebewesen richtet sich nach ihrer Verwandtschaft. Alle Lebewesen werden nach diesem System heute in drei Domänen eingeteilt:
- Bakterien (Bacteria), veraltet: Eubacteria
- Archaeen (Archaea), veraltet: Archaebacteria
- Eukaryoten (Eukaryota)

Die systematische Unterteilung in drei Domänen beruht in erster Linie auf der unterschiedlichen Struktur der ribosomalen Ribonukleinsäure (rRNA). Bakterien und Archaeen unterscheiden sich außerdem in der Zusammensetzung ihrer Zellmembran und in der Biochemie ihres Stoffwechsels. Die Eukaryoten unterscheiden sich von den beiden anderen Domänen vor allem durch den Zellkern in ihren Zellen.
Die Domänen sind jeweils in Reiche (lateinisch regna, englisch kingdoms) unterteilt.
Bei den Eukaryoten sind die Reiche ein Erbe der klassischen Unterteilung der Lebewesen in das Reich der Tiere und das der Pflanzen (von denen später das der Pilze abgetrennt wurde).
Für die Domäne Eukaryota ist auch die Bezeichnung Eukarya oder Eucarya gebräuchlich. Woese, Kandler und Wheelis verwendeten bei ihrem 1990 veröffentlichten Vorschlag zur Einteilung der Lebewesen in drei Domänen die Schreibweise Eucarya.
Die Domänen der Bakterien und Archaeen waren dagegen bis 2024 traditionell direkt in Phyla (Stämme) unterteilt. Dies ist noch eine Reminiszenz aus Zeiten, als beide Gruppen zu einem Reich „Monera“ (syn. Prokaryoten) zusammengefasst wurden. Aufgrund von Metagenomanalysen wurden in neuerer Zeit jedoch zu beiden Domänen immer mehr Kandidaten-Phyla vorgeschlagen. Um der hohen Diversität in diesen Domänen zu entsprechen, hatte man vorgeschlagen, diese ihrerseits in Supergruppen wie Superphyla und (nun doch) Reiche zu gruppieren, wie es bereits Woese et al. 1990 u. a. für die Euryarchaeota vorgeschlagen hatten (Zitat: …the Bacteria, the Archaea, and the Eucarya, each containing two or more kingdoms). Die List of Prokaryotic names with Standing in Nomenclature (LPSN) und die Taxonomie des National Center for Biotechnology Information (NCBI) haben diese Vorschläge 2024 mit einer Neuordnung der „Megataxonomie“ der Bakterien und Archaeen aufgegriffen. Seitdem gibt es in beiden Domänen ebenfalls eine Reihe von Reichen (Bakterien: Bacillati, Fusobacteriati, Pseudomonadati, Thermotogati; Archaeen: Methanobacteriati, Nanobdellati, Promethearchaeati, Thermoproteati), wenn auch weiterhin viele Phyla ohne Zuordnung zu einem Reich bleiben.

### Historische Systematik
Im früheren System der Lebewesen wurde nicht zwischen Bakterien und Archaeen unterschieden. Anhand ihrer Zellstruktur wurden alle Lebewesen in zwei Gruppen (mit der englischen Bezeichnung empire oder superkingdom) eingeteilt, wobei die Archaeen den Bakterien zugerechnet wurden, da sie ebenso wie diese keinen Zellkern haben:
- Prokaryoten: Lebewesen ohne Zellkern (umfasst die Domänen der Bakterien und Archaeen)
- Eukaryoten: Lebewesen, deren Zellen einen Zellkern haben

Diese Einteilung ist keine taxonomische Einteilung im verwandtschaftlichen System der Lebewesen.
Anstelle der modernen Bezeichnungen Prokaryoten und Eukaryoten wurden früher die Bezeichnungen Prokaryonten und Eukaryonten genutzt. Sie sind auch heute noch sehr gebräuchlich und gelten allgemein als zulässig.

### Ursprung der Eukaryoten

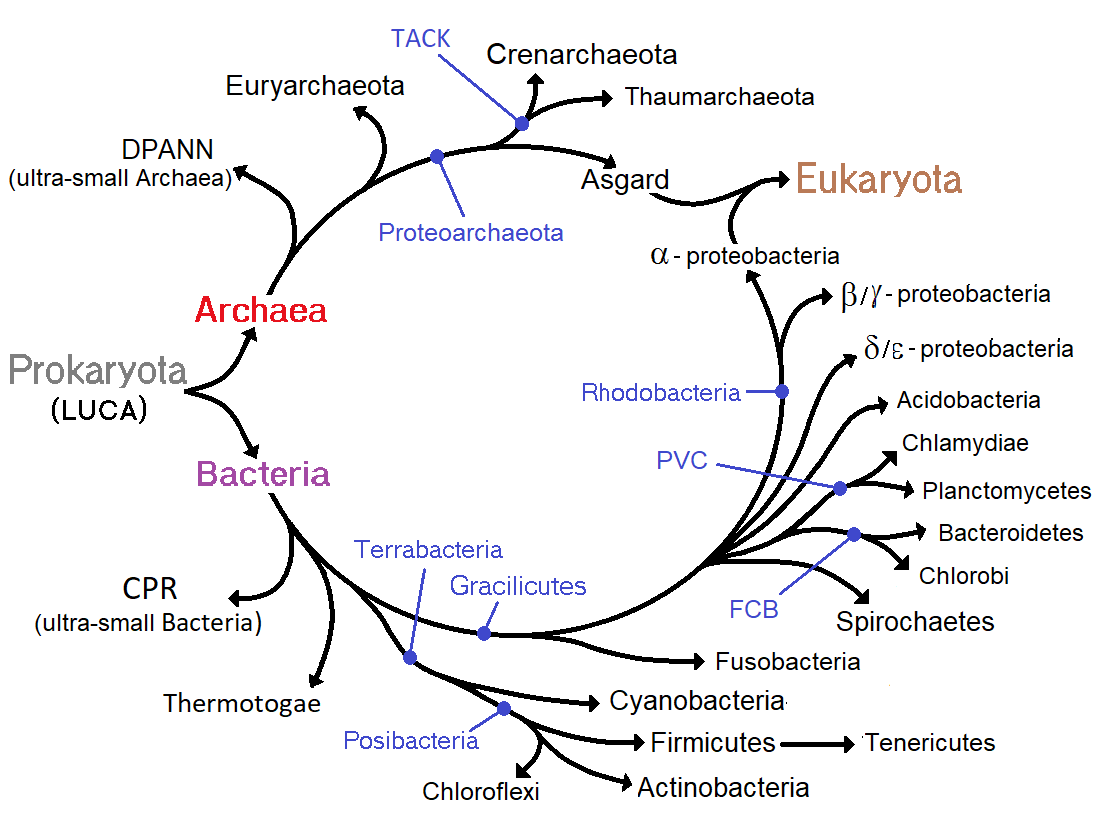
Das „Ring des Lebens“ genannten Modell hebt den Einfluss der Bakterien auf die Entstehung der Eukaryoten hervor, um so die Einrichtung einer dritten Domäne „Eukaryota“ zu rechtfertigen.

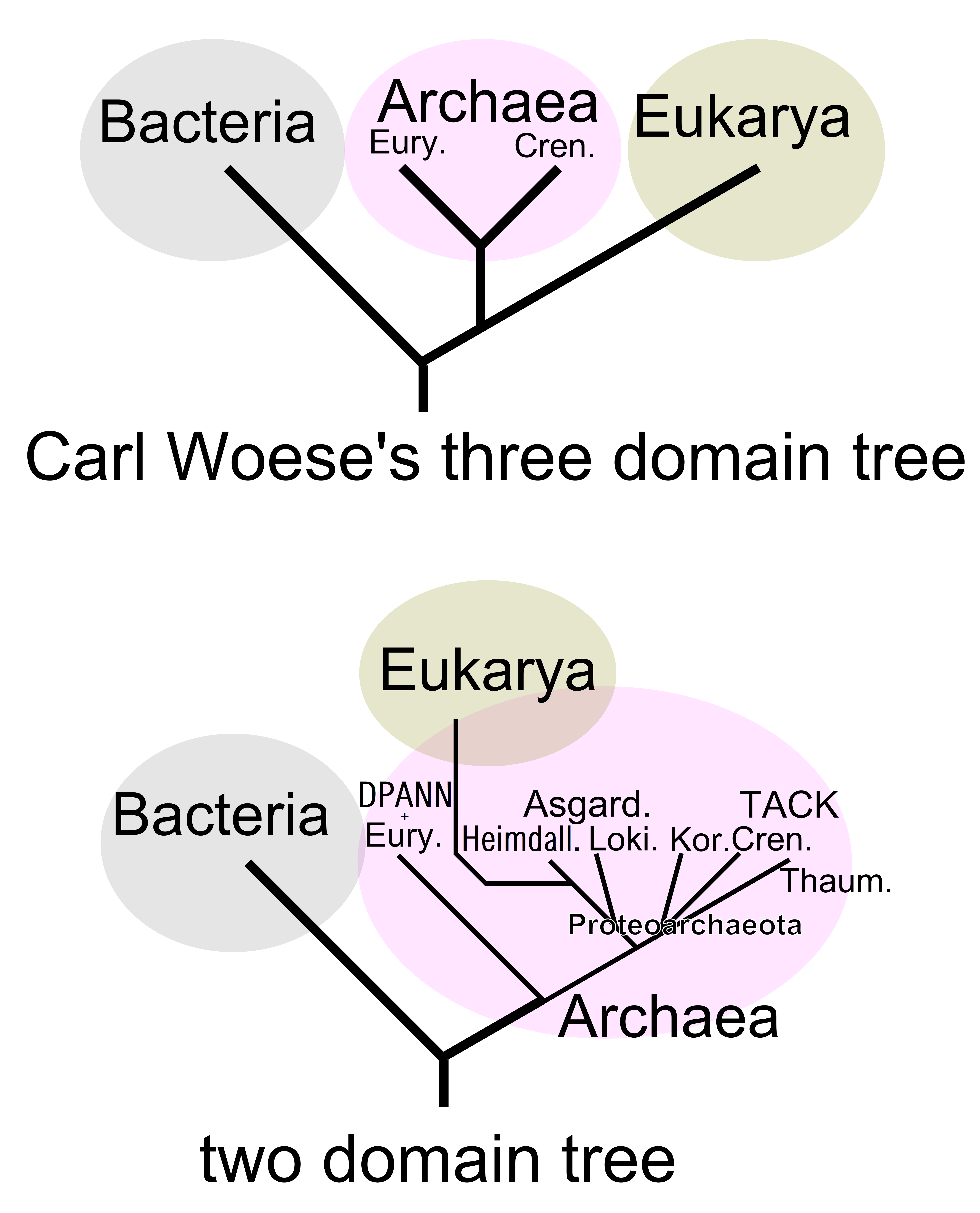
Der Drei-Domänen-Stammbaum nach Woese und die Eozyten-Hypothese (Zwei-Domänen-Stammbaum) nach Cox et al., 2008 und Eme et al., 2023.

Die Eukaryoten sind vermutlich aus Archaeen der Asgard-Gruppe (im Umfeld der Hodarchaeales, Heimdall-Archaeen) hervorgegangen (Eukaryogenese). Außer der Ausbildung eines abgegrenzten Zellkerns (möglicherweise unter Mithilfe von Viren) haben diese in einer Symbiogenese Bakterien (genauer: α-Proteobakterien, früher favorisiert: Rickettsiales, seit 2023: Iodidimonadales) aufgenommen. Dadurch wurden diese Bakterien zu Organellen  – Mitochondrien, Hydrogenosomen, Mitosomen – insgesamt auch genannt MROs (englisch mitochondrion-related organelles); siehe auch Eozyten-Hypothese. In diesen Szenario wären die Archaeen paraphyletisch. Um dies zu vermeiden, müssten die Eukaryoten im Sinn der Kladistik den Archaeen zugeordnet werden. Allerdings stößt bei einer solchen Entstehung mittels Symbiogenese die kladistische Methodik ohnehin an ihre Grenzen.

### Benutzte Literatur
- Carl R. Woese, Otto Kandler, Mark L. Wheelis: Towards a natural system of organisms: Proposal for the domains Archaea, Bacteria, and Eucarya. In: Proceedings of the National Academy of Sciences USA. Band 87, 1990, S. 4576–4579 (PDF).